# Bronisława Kokoszyńska
Bronisława Kokoszyńska (ur. 15 września 1897 w Hrycowie, zm. 12 lutego 1959 w Krakowie) – polska geolog i paleontolog, profesor, wykładowczyni akademicka.
W 1922 podjęła studia geologiczne na lwowskim  Uniwersytecie Jana Kazimierza, kończąc je w roku 1928 doktoratem. W 1929 studiowała dodatkowo we Francji, na uczelniach w Paryżu oraz Grenoble. Pracę na macierzystej uczelni podjęła w 1925, będąc jeszcze na studiach, i pracowała tam ciągle, również w trakcie okupacji radzieckiej, do roku 1941, a następnie od 1944 do 1946. W latach 1939 – 1946 była kierowniczką Muzeum Paleontologicznego przy Uniwersytecie Lwowskim. Od 1946 mieszkała w Krakowie, gdzie znalazła zatrudnienie w Akademii Górniczo-Hutniczej. W 1948 uzyskała habilitację na  Uniwersytecie Warszawskim, kontynuując pracę zawodową w AGH. Profesorem nadzwyczajnym została w 1957 r.  
B. Kokoszyńska specjalizowała się w badaniach kredy i jej skamieniałości, głównie z terenów Podola i  Karpat fliszowych, choć po 1946 badała także kredę Pienin i Tomaszowa Mazowieckiego. Opublikowała 19 naukowych prac geologicznych. Od 1928 działała w  Polskim Towarzystwie Geologicznym, będąc sekretarzem lwowskiego oddziału tej organizacji od 1929 do 1939. 